# Турсунов, Кобул Бекназарович
Кобул Бекназарович Турсунов (узб. Kobul Beknazarovich Tursunov; род. 1964 году, Навоийский район, Навоийская область, Узбекская ССР) — узбекский экономист и государственный деятель. С 2012 по 2016 год работал хокимом Нуратинского района Навоийской области, а с 25 декабря 2016 года назначен хокимом Навоийской области. В 2015 году избран в Сенат Олий Мажлиса Республики Узбекистан III созыва.

## Биография
В 1993 году окончил Навоийский филиал Ташкентский государственный технический университет. В 2004 году Бухарский государственный университет, а в 2005 году Академию государственного и общественного строительства при Президенте Республики Узбекистан.
С 1981 по 1986 год работал в 18-й механизированной колонне Навоийского района, экономист по закупкам. С 1986 год являлся ведущим инженером 41-го филиала Государственного информационно-вычислительного центра Государственного комитета автомобильной промышленности города Навои. С 1989 по 1996 год был экономистом финансово-экономического отдела мобильной механизированной колонны «Навои» целевого фонда «Узматлубугурилиш», начальник отдела. В 1996 году стал заместителем директора треста «Узматлубошурилиш» по экономике. С 1997 года являлся ведущим специалистом отдела снабжения акционерного общества «Кызылкумцемент», заместитель начальника финансово-экономического отдела, а с 2001 — начальник финансово-экономического отдела акционерного общества «Кызылкумцемент». В 2006 году стал заместителем генерального директора Навоийского городского совместного предприятия «Бакст-Текстиль», а в 2007 году генеральным директором совместного предприятия Навои Сити «Бакст-Текстиль». С 2012 по 2016 год являлся хокимом Нуратинского района Навоийской области.
В 2015 году избран в Сенат Олий Мажлиса Республики Узбекистан III созыва, а также председателем комитета по вопросам бюджета и экономическим реформам Сената. 25 декабря 2016 года президент Узбекистана Шавкат Мирзиёев назначил Турсунова хокимом Навоийской области.